# چالاسترا
چالاسترا (به لاتین: Chalastra) یک منطقهٔ مسکونی در یونان است که در Delta Municipality واقع شده‌است.